# 短梗小檗
短梗小檗（学名：Berberis stenostachya）是小檗科小檗属的植物，是中国的特有植物。分布在中国大陆的甘肃等地，生长于海拔1,500米的地区，多生在山坡灌丛中，目前尚未由人工引种栽培。